# Jacques Peirotes
Jacques Peirotes, né à Strasbourg le 11 septembre 1869 et mort à Lichtenberg le 4 septembre 1935, est un homme politique socialiste allemand et français, maire de Strasbourg de 1919 à 1929 et député du Bas-Rhin de 1924 à 1932.

## Biographie

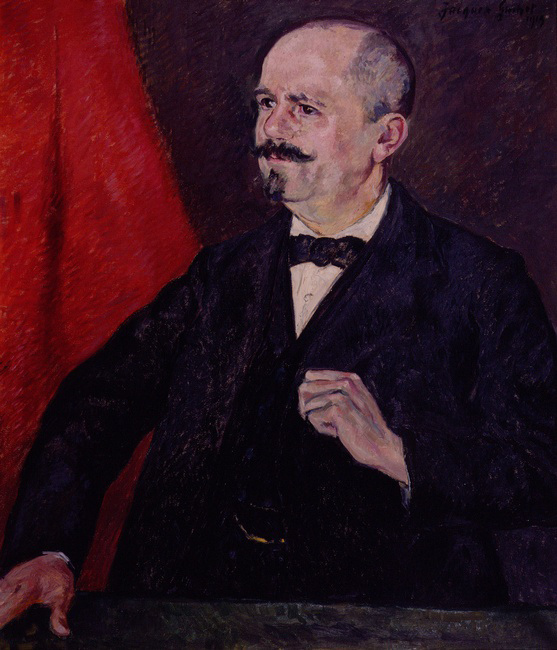
Peirotes vu par Jacques Gachot en 1919

Le jeune Jacques-Laurent Peirotes, fils d'un ouvrier menuisier travaillant à l'usine de locomotives de Graffenstaden, apprend le métier de typographe tout en se lançant dans la vie politique. Dès 1900, il est rédacteur de la Freie Presse (la Presse libre) qui était un organe du Parti social-démocrate allemand (SPD) d'Alsace-Lorraine qu'il avait rejoint en 1895. En 1902, il en devient directeur politique. En 1913, le journal tire à 9 500 exemplaires.
Il entre au conseill municipal de Strasbourg en 1902 et est élu conseiller du canton sud du Kreis Straßburg (Stadt) (arrondissement de Strasbourg-Ville) en 1903. Il est aussi député à la deuxième chambre du Landtag d'Alsace-Lorraine, de 1911 à 1918. Il est ensuite élu député, sur la circonscription No. 3 (Colmar), au Reichstag de 1911 à 1918 pour le SPD. Au Reichstag, il a pris la parole dans le débat sur l'incident de Saverne.
Quand la guerre éclate, il est exilé par les autorités allemandes à Hanovre et paré du titre de Proscrit d'Alsace, pourtant les titres étaient en allemand. Il fait publier Neutral oder Französisch (Neutre ou français). De retour à la fin de la guerre, il a l'habileté de neutraliser les comités de soldats et d'ouvriers. Il siège en tant que président de la Commission municipale de Strasbourg du 10 au 29 novembre 1918.
Alors que la révolution vient d’éclore à Strasbourg, Jacques Peirotes, à la suite de la démission de Schwander, se fait élire maire le 10 novembre 1918. Tandis que la salle du conseil municipal est occupée par les Soviets qui forment un gouvernement révolutionnaire composé de 120 représentants, Peirotes rassemble le conseil municipal en salle des commissions, et est élu à l’unanimité. Le gouvernement révolutionnaire siège dans la salle de la cour d’assises du Tribunal au 1 quai Finkmatt. Deux exécutifs rivaux coexistent. Vers midi, le conseil municipal, Peirotes en tête, quitte l’Hôtel de Ville de la rue Brulée pour se rendre place Kleber. Il y proclame la République, devant la statue du général Kléber, sans plus de précision. Dans le même temps, le « Soviet de Strasbourg » proclame une « République d'Alsace-Lorraine » (Republik Elsaß-Lothringen). Pendant dix jours, Jacques Peirotes doit composer avec les éléments révolutionnaires, civils et militaires. Notons que Peirotes siège en même temps dans les deux gouvernements : au Conseil d'ouvriers et de soldats et au Gouvernement Provisoire désigné par le Landtag devenu « Conseil National » (Nationalrat).
Élu maire de Strasbourg en 1919 et réélu en 1925, il crée un office municipal d'habitat bon marché qui construit 3 000 logements sociaux en 10 ans. Il est battu en 1929 par une coalition de communistes et d'autonomistes qui porte Charles Hueber à la mairie.
Il est inhumé au cimetière Saint-Gall de Strasbourg (Koenigshoffen).

## Postérité

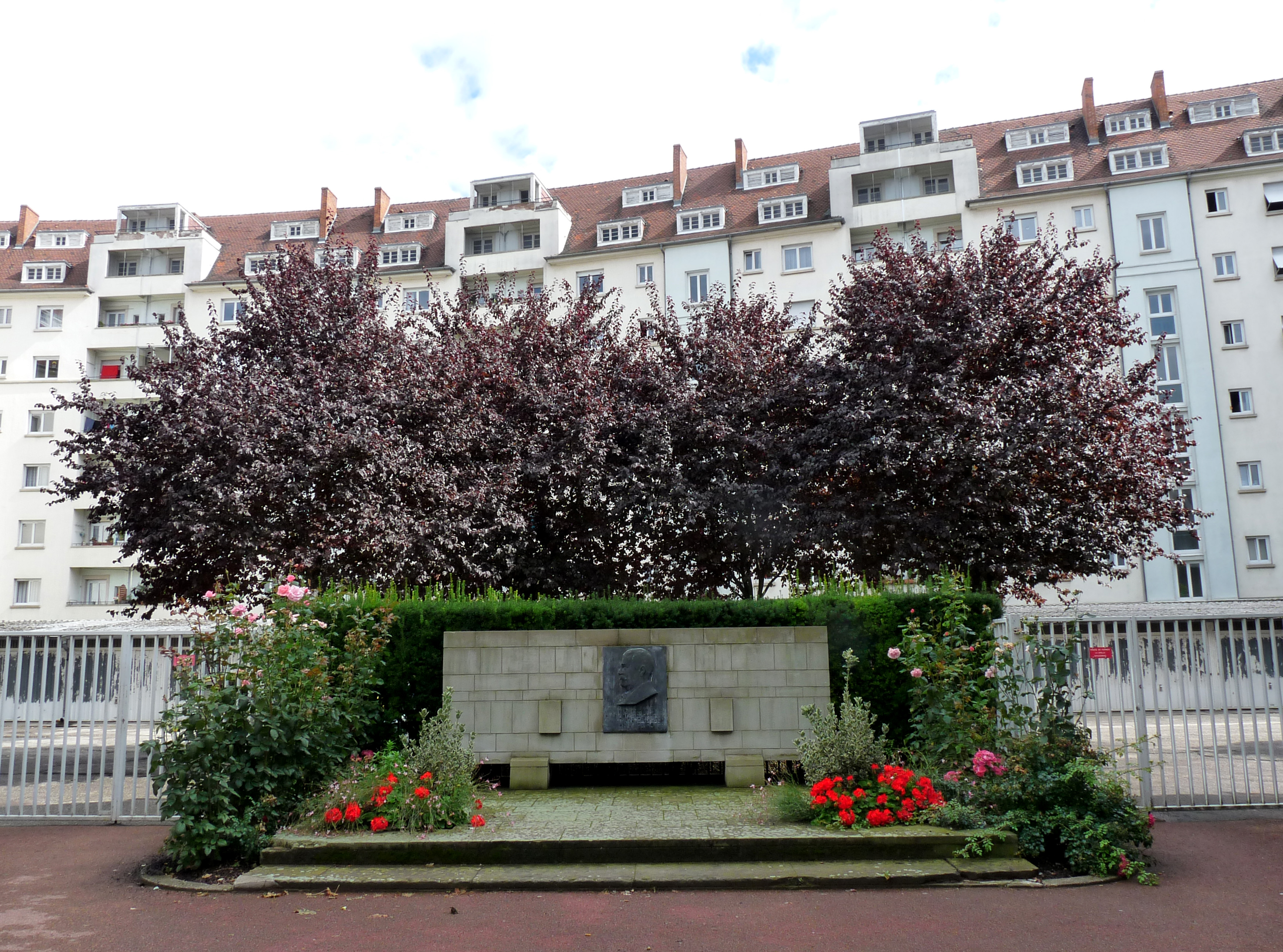
Monument commémoratif de la rue Jacques Peirotes

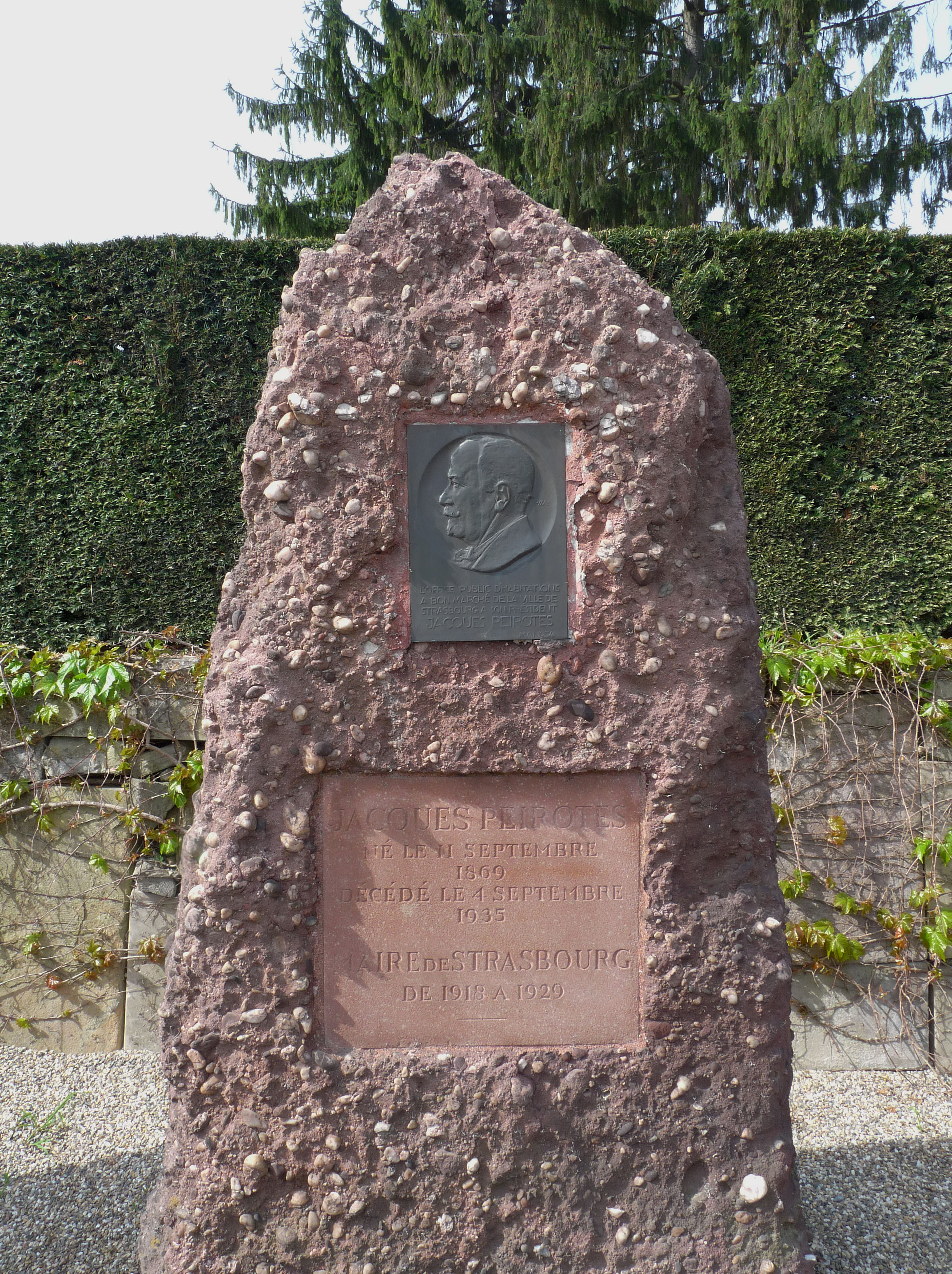
Monument funéraire au cimetière Saint-Gall

Le nom de Jacques Peirotes a été donné à une rue de Strasbourg (Quartier Suisse), où un monument orné d'une plaque en bronze réalisée par le sculpteur Alfred Marzolff honore sa mémoire.
Son monument funéraire au cimetière Saint-Gall de Strasbourg (Koenigshoffen) porte la même plaque.